# Daniel Orton
Daniel Joseph Orton (Oklahoma City, 6 agosto 1990) è un ex cestista statunitense.

## Caratteristiche tecniche
Gioca nel ruolo di centro ed ha il prototipo del fisico NBA. Fa la differenza in difesa con la sua presenza intimidatoria.

## Carriera
Dopo aver giocato nell'Università del Kentucky, venne selezionato dagli Orlando Magic al primo giro del Draft NBA 2010 (29ª scelta assoluta).
Dal 2010 al 2014 ha giocato nella NBA e nella NBDL in varie squadre; il 17 ottobre 2014 firma un contratto da un milione di dollari con lo Shanxi, squadra del campionato cinese.